# 人選のセンス
人選のセンス（じんせんのセンス）は、日本のバンド。ゲスの極み乙女。のライバルバンドを自称している。所属レーベルはゲスの極み乙女。のフロントマンである川谷絵音が発足させた自主レーベル、TACO RECORDS。

## 概要
- 2019年6月28日に豊洲PITにて開催されたゲスの極み乙女。のワンマンライブ『大展開』にて、当初は6月末に新曲である『フランチャイズおばあちゃん』のリリースを予定していたが中止となり、ゲスの極み乙女。のライバルバンドの結成、メジャー・デビュー曲『私以外私じゃないの2』のミュージック・ビデオの公開する事をそれぞれ発表し、翌日に同曲のMVが公開された[1]。
- 後に同年12月3日に開催されたゲスの極み乙女。のワンマンツアーライブ『変人大集合』にて、メンバーの一人である未由が登壇し『私以外私じゃないの2』を披露。この際にバンド・人選のセンスは川谷によるプロジェクトの一環であり、川谷がインスタグラムなどのSNSから結成を持ちかけたアマチュア・ミュージシャンで構成されたバンドである事が明かされた[2]。なお、今後のバンド活動については未定。
- なお、発表当時に発売中止となったゲスの極み乙女。の新曲『フランチャイズおばあちゃん』は、後に2020年に発表された同バンドの5枚目のアルバム『ストリーミング、CD、レコード』に収録された[3]。

## メンバー
- 未由（みゆ）

ドラムス担当。アマチュア・ミュージシャンで元々は銀行員として働いていた。2017年9月からインスタグラムで好きな曲の演奏動画を投稿するという地道な活動を続けていた。2019年の始めに川谷からSNSを通じて『人選のセンス』の結成を持ちかけられる。

## ディスコグラフィー
- 『私以外私じゃないの2』

作詞・作曲は『未公表』とされている。MVは東武百貨店の屋上にて撮影。二匹の虎と一匹のウサギの着ぐるみが曲に合わせてダンスをする、という内容になっている。なお、MVの最後にはゲスの極み乙女。のフロントマンである川谷がウサギの着ぐるみを介して登場している。

## ミュージックビデオ
| 監督/演出 | 曲名                    |
| 不明      | 「私以外私じゃないの2」 |